# セファロスポリンCデアセチラーゼ
セファロスポリンCデアセチラーゼ(Cephalosporin-C deacetylase、EC 3.1.1.41)は、以下の化学反応を触媒する酵素である。
セファロスポリンC + 水{\displaystyle \rightleftharpoons }デアシルセファロスポリンC + 酢酸
従って、基質はセファロスポリンCと水の2つ、生成物はデアシルセファロスポリンCと酢酸の2つである。
この酵素は加水分解酵素に分類され、特にエステル結合に作用する。系統名は、セファロスポリンC アセチルヒドロラーゼ(cephalosporin-C acetylhydrolase)である。この酵素は、ペニシリンとセファロスポリンの生合成に関与している。

## 構造
2007年末現在、4つの構造が解かれている。蛋白質構造データバンクのコードは、1L7A、1ODS、1ODT、1VLQである。